# Chronicon paschale
Il Chronicon Paschale ("Cronaca pasquale"), noto anche come Chronicum Alexandrinum (o Chronicum Constantinopolitanum, o Fasti Siculi), è il nome corrente di una cronaca universale bizantina del VII secolo. Il nome originale dell'opera è Epitome delle età da Adamo primo uomo al ventesimo anno di regno dell'augusto Eraclio; il nome corrente deriva dal fatto che l'autore adotta un sistema cronologico basato sul ciclo pasquale cristiano.

## Autore e fonti
L'autore, che si identifica come un contemporaneo di Eraclio, era probabilmente un chierico al servizio del patriarca di Costantinopoli Sergio.
L'opera fu dunque terminata dopo il 629; il manoscritto principale, il Codex Vaticanus graecus 1941 (del X secolo) è mutilo dell'inizio e della fine, terminando all'anno 627. L'autore è testimone dei fatti dal 600 (ultimi anni di regno di Maurizio) in poi e li riporta con stile vivace.
Le fonti per il periodo precedente al 600 sono quelle dell'ambiente culturale bizantino: Sesto Giulio Africano (III secolo), i Fasti consolari, la Cronaca di Eusebio di Cesarea, Giovanni Malala, gli Acta martyrum e il trattato Pesi e misure di Epifanio di Salamina.